# 深大寺鬼燈まつり
深大寺鬼燈まつり（じんだいじほおずきまつり）は、東京都調布市の深大寺で開催される祭り。

## 概要
「深大寺ほおずき市」（鉢や枝のものを販売する）を主体として、その年によって、「手作り市」・「音楽ライブ」・「東北復興支援物産展」などの主な出し物が変わることがある。東日本大震災後は「東北復興支援物産展」や「3.11語り部トークライブ」のような震災関連のイベントを加えている。実行委員会が種々の企画を立案して祭りを盛り上げ、2015年で7回目を迎える。

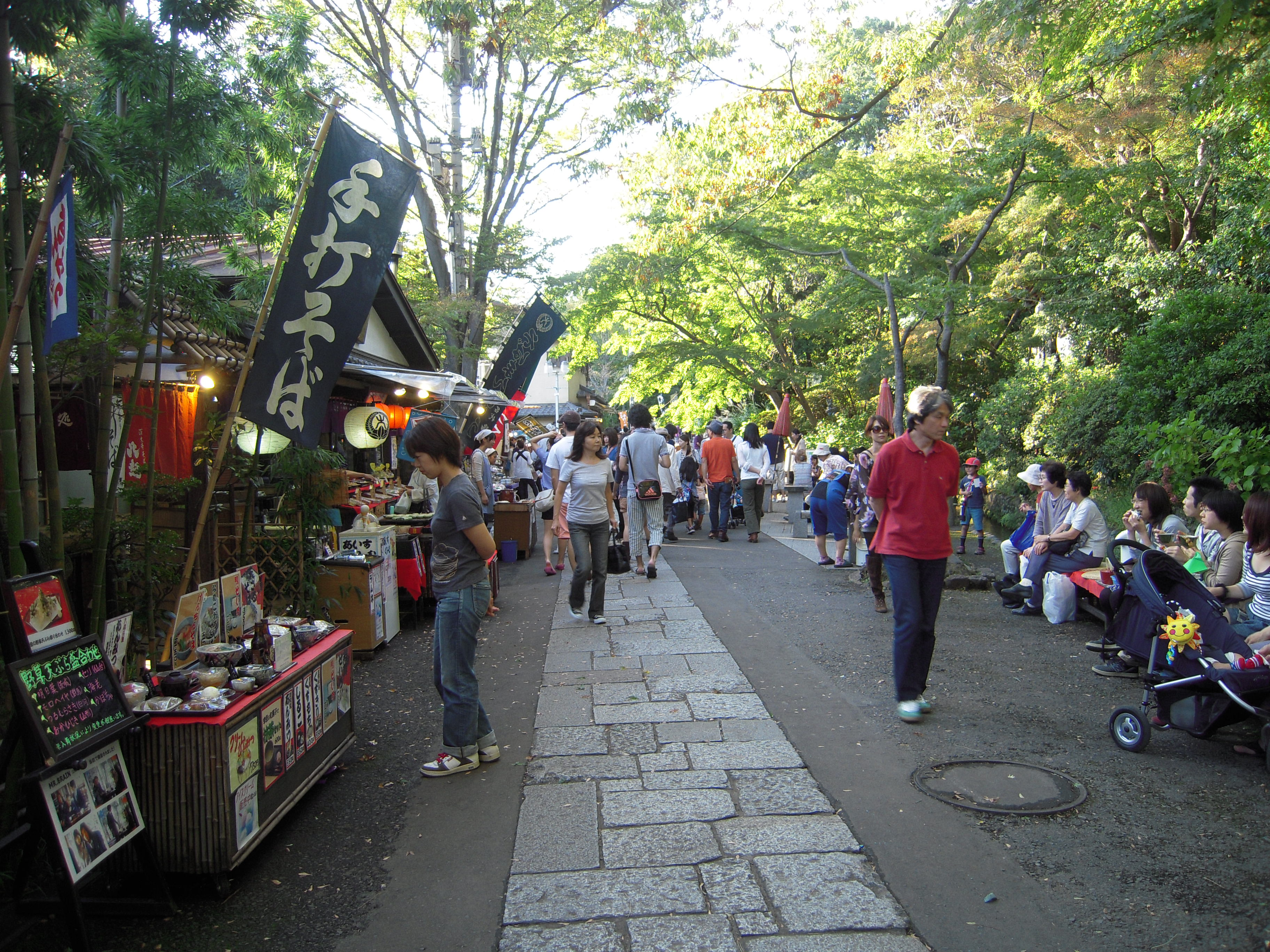
深大寺参道

## 場所
- 東京都調布市深大寺元町5-15-1

深大寺参道・境内

## 主催
- 深大寺鬼燈まつり実行委員会

## 期間
深沙大王の縁日と延命観音の縁日に合わせて開催している。
- 毎年、7月20日前後の3日間[2]
  - 10時～18時30分

## 駐車場
なし

## アクセス
- 京王線、布田駅または調布駅から徒歩50分